# Stiptopodius granulosus
Stiptopodius granulosus är en skalbaggsart som beskrevs av Branco 2009. Stiptopodius granulosus ingår i släktet Stiptopodius och familjen bladhorningar. Inga underarter finns listade i Catalogue of Life.